# (37346) 2001 SU154
2001 SU154 (asteroide 37346) é um asteroide da cintura principal. Possui uma excentricidade de 0.03111260 e uma inclinação de 1.15342º.
Este asteroide foi descoberto no dia 17 de setembro de 2001 por LINEAR em Socorro.